# Boehmeria ternifolia
Boehmeria ternifolia är en nässelväxtart som beskrevs av David Don. Boehmeria ternifolia ingår i släktet Boehmeria och familjen nässelväxter. Utöver nominatformen finns också underarten B. t. kamley.